# Aquilolamna milarcae
Aquilolamna milarcae — викопний вид ламноподібних акул родини Aquilolamnidae, що існував у пізній крейді (93 млн років тому).

## Історія
Викопні рештки виявлені у відкладеннях формації Аква-Нуева у Мексиці. Скелет акули та відбитки шкіри знайшов у 2012 році робітник у кар'єрі у місті Вальєсільйо у штаті Нуево-Леон. Зразок зібрав та підготував до вивчення палеонтолог Маргаріто Гонсалес. Описаний у 2021 році.

## Опис
Акула мала торпедоподібне тіло і хвіст, подібні до більшості акул, та пару надзвичайно довгих крилоподібних грудних плавців. Тіло типового зразка завдовжки 166 см, розмах грудних плавців 190 см. Голова широка. Форма тіла вказує, що акула живилася планктоном та вела спосіб життя подібний до сучасних скатів манта.